# エルシー・ジェーン・ウィルソン
エルシー・ジェーン・ウィルソン（Elsie Jane Wilson, 1890年11月7日 - 1965年1月16日）は、ニュージーランド出身のアメリカ合衆国の女優、映画監督、脚本家である。「ジューン」 は誤りである。

## 人物・来歴
1890年（明治23年）11月7日、ニュージーランドに生まれる。満2歳のときに子役俳優として活動を始める。
同じくニュージーランドやオーストラリアで俳優として活動をしていたルパート・ジュリアンと結婚、1913年（大正2年）にはアメリカ合衆国にともに移民し、ユニヴァーサル・フィルム・マニュファクチュアリング・カンパニー（現在のユニバーサル・ピクチャーズ）にともに俳優として入社した。記録上最初の映画出演は、1914年（大正3年）、ユニヴァーサル傘下となったヴィクター・フィルム・カンパニー（ヴィクター・スタジオ）が製作、ハリー・レヴィアーが監督、夫ルパート・ジュリアンとの主演作 The Imp Abroad である。同年、ルパートが監督業も兼任し始め、同じくユニヴァーサル傘下のレックス・モーション・ピクチャー・カンパニーが製作、ルパートが監督・主演した The Midnight Visitor に出演、以降、多く夫の監督した主演作で相手役を務める。
1916年（大正5年）、ユニヴァーサル傘下に設立された製作会社・ブルーバード映画の製作する映画をルパートが監督し始め、それに出演するとともに、同年の The Human Cactus では脚本も執筆している。1917年（大正6年）、ハリー・ハーヴェイとヘンリー・マックレイが共同監督した『幽霊船』を最後に女優業を休業し、ユニヴァーサル傘下の製作会社バタフライ・ピクチャーズ製作、ゾーイ・レイ主演の The Little Pirate で監督業に進出、同年ブルーバード映画が製作した『クリスマスの前夜』等、日本でも公開された。1919年（大正8年）の『拵へる女』を最後に監督業を撤退、翌1920年（大正9年）、エディ・ライオンス、リー・モーランの共同監督・主演作 Officer, Call a Cop を最後に女優業を引退した。
1943年（昭和18年）12月27日、夫ルパートと死別する。
1965年（昭和40年）1月16日、カリフォルニア州ロサンゼルスに死去した。満74歳没。同州グレンデールのフォレスト・ローン・メモリアル・パークに夫ルパートとともに眠る。

## フィルモグラフィ
特筆以外は出演である。
- The Imp Abroad : 監督ハリー・レヴィアー、1914年
- The Triumph of Mind : 監督ロイス・ウェバー、1914年
- The Midnight Visitor : 監督・主演ルパート・ジュリアン、1914年
- The Hole in the Garden Wall : 監督・主演ルパート・ジュリアン、1914年
- Out of the Depths : 監督・主演ルパート・ジュリアン、1914年
- Daisies : 監督フィリップス・スモーリー / ロイス・ウェバー、1914年
- A Law Unto Herself : 監督ジョセフ・ド・グラス、1914年
- The Lure of the Mask : 監督トム・リケッツ、1915年 - Sonia, aka 'La Signorina'役
- Bound on the Wheel : 監督ジョセフ・ド・グラス、1915年 - Cora Gertz役
- Mountain Justice : 監督ジョセフ・ド・グラス、1915年 - Mary Kirke役
- A White Feather Volunteer : 監督・主演ルパート・ジュリアン、1915年
- Gilded Youth : 監督・主演ルパート・ジュリアン、1915年
- The Water Clue : 監督・出演ルパート・ジュリアン、1915年 - The Wife役
- One Hundred Years Ago : 監督・主演ルパート・ジュリアン、1915年
- The Evil of Suspicion : 監督・主演ルパート・ジュリアン、1915年
- 『誘惑』（別題『水中王』） Temptation : 監督セシル・B・デミル、1915年 - Madame Maroff役
- The Underworld : 監督・出演ルパート・ジュリアン、1916年
- The Red Lie : 監督・主演ルパート・ジュリアン、1916年
- Arthur's Last Fling : 監督・主演ルパート・ジュリアン、1916年
- As Fate Decides : 監督・主演ルパート・ジュリアン、1916年
- John Pellet's Dream : 監督・主演ルパート・ジュリアン、1916年
- The Blackmailer : 監督・主演ルパート・ジュリアン、1916年
- The Eyes of Fear : 監督・主演ルパート・ジュリアン、1916年
- The Marriage of Arthur : 監督・主演ルパート・ジュリアン、1916年
- The Fur Trimmed Coat : 監督・主演ルパート・ジュリアン、1916年 - Clara McPhail役
- False Gems : 監督・主演ルパート・ジュリアン、1916年
- Romance at Random : 監督・主演ルパート・ジュリアン、1916年
- The Human Cactus : 監督・主演ルパート・ジュリアン、1916年 - 主演・脚本
- The Highway of Fate : 監督ロバート・F・ヒル、1916年 - 原案
- Little Boy Blue : 監督・主演ルパート・ジュリアン、1916年 - Clara役
- 『愛の決闘』 Bettina Loved a Soldier : 監督ルパート・ジュリアン、1916年 - Pauline役
- 『黒猫』 The Evil Women Do : 監督ルパート・ジュリアン、1916年 - Ernestine Bergot/Sarah Brandon役
- Oliver Twist : 監督ジェームズ・ヤング、1916年 - Nancy
- Perils of the Secret Service : 監督ジョージ・ブロンソン・ホワード / ジャック・ウェルズ、1917年 - エピソード#3出演
- The Dreaded Tube : 監督ジョージ・ブロンソン・ホワード、1917年
- The Circus of Life : 監督・出演ルパート・ジュリアン、1917年 - Mamie役
- 『山の想出』 A Kentucky Cinderella : 監督・主演ルパート・ジュリアン、1917年 - Henry's Wife役
- 『故郷の母』 Mother o' Mine : 監督・主演ルパート・ジュリアン、1917年 - Christine役
- 『幽霊船』（別題『秘密船』） The Mystery Ship : 監督ハリー・ハーヴェイ / ヘンリー・マックレイ、1917年
- The Little Pirate : 主演ゾーイ・レイ、1917年 - 監督
- 『クリッケット』 The Cricket : 主演ゾーイ・レイ、1917年 - 監督
- The Silent Lady : 主演ゾーイ・レイ、1917年 - 監督
- 『クリスマスの前夜』 My Little Boy : 主演エラ・ホール、1917年 - 監督
- 『青葉の家』 New Love for Old : 主演エラ・ホール、1918年 - 監督
- Beauty in Chains : 主演エラ・ホール、1918年 - 監督
- 『涙の街』 The City of Tears : 主演カーメル・マイヤーズ、1918年 - 監督
- 『夢の女』 The Dream Lady : 主演カーメル・マイヤーズ、1918年 - 監督
- 『乙女心』 The Lure of Luxury : 主演ルース・クリフォード、1918年 - 監督
- 『拵へる女』 The Game's Up : 主演ルース・クリフォード、1919年 - 監督
- Officer, Call a Cop : 監督・主演エディ・ライオンス / リー・モーラン、1920年

## 関連事項
- ヴィクター・スタジオ （en:Victor Studios）

## 註
1. 1 2 3 4 5 6 7 8 9  Elsie Jane Wilson, Internet Movie Database, 2010年4月15日閲覧。
2. 1 2 3 4 5 6  Elsie Jane Wilson, allmovie, 2010年4月15日閲覧。
3. ↑  エルシー・ジューン・ウィルソン、キネマ旬報映画データベース、2010年4月15日閲覧。
4. ↑  『ブルーバード映画の記録』 : 製作・著・発行山中十志雄・塚田嘉信、1984年4月、p.60-63.
5. ↑  Rupert Julian - IMDb（英語）, 2010年4月15日閲覧。
6. ↑  Rupert Julian, Find A Grave, 2010年4月15日閲覧。